# Myrtäktflarken
Myrtäktflarken är en sjö i Ljusdals kommun i Hälsingland och ingår i Ljusnans huvudavrinningsområde. Sjön har en area på 0,27 kvadratkilometer och ligger 367,2 meter över havet. Sjön avvattnas av vattendraget Jättån.

## Delavrinningsområde
Myrtäktflarken ingår i det delavrinningsområde (685782-144823) som SMHI kallar för Utloppet av Myrtäktflarken. Medelhöjden är 386 meter över havet och ytan är 2,45 kvadratkilometer. Räknas de 2 avrinningsområdena uppströms in blir den ackumulerade arean 36,12 kvadratkilometer. Jättån som avvattnar avrinningsområdet har biflödesordning 4, vilket innebär att vattnet flödar genom totalt 4 vattendrag innan det når havet efter 199 kilometer. Avrinningsområdet består mestadels av skog (44 procent) och sankmarker (30 procent). Avrinningsområdet har 0,27 kvadratkilometer vattenytor vilket ger det en sjöprocent på 11 procent.